# 47-я гвардейская ракетная бригада
47-я гвардейская ракетная Запорожско-Одесская ордена Ленина Краснознамённая орденов Суворова и Кутузова бригада — тактическое соединение Сухопутных войск СССР и Российской Федерации (1964—1998).
Условное наименование — Войсковая часть № 33166 (в/ч 33166). Сокращённое наименование — 47 гв. рбр.

## История

### В годы Великой Отечественной войны
Сформирована в мае 1944 года на 3-м Украинском фронте. В её состав вошли 99-й Запорожский Краснознамённый, 170-й гвардейский Одесский Краснознамённый пушечные артиллерийские полки и 8-й отдельный гвардейский разведывательный артиллерийский дивизион. После сформирования получила наименование — 43-я Запорожско-Одесская Краснознамённая гвардейская пушечная артиллерийская бригада и была включена в 8 гвардейскую армию, в которую входила до конца войны.

### Формирование

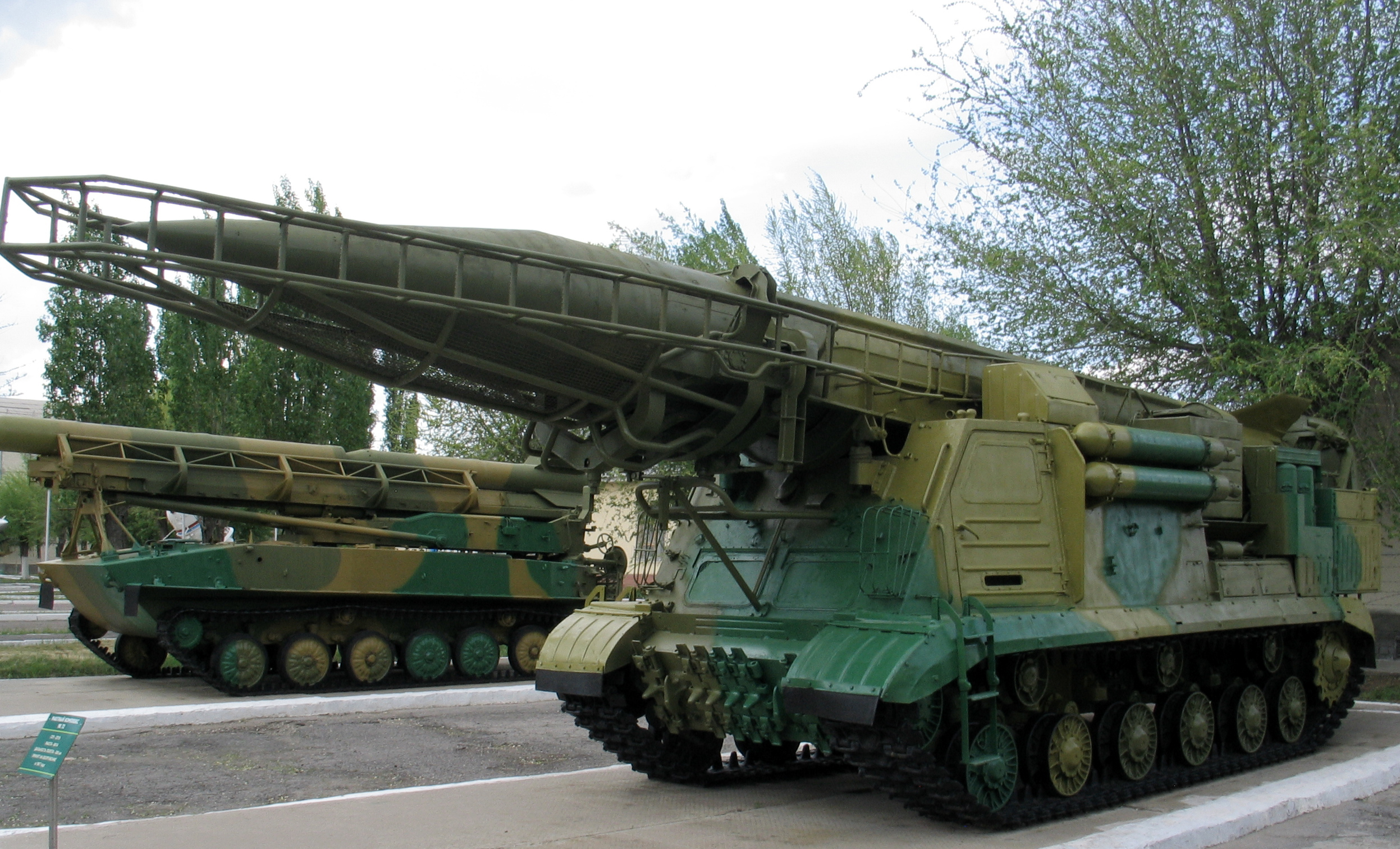
Пусковая установка 2П19 с ракетой 8К14 в музее полигона «Капустин Яр»

10 марта 1964 года в городе Краснодаре началось и к 1 августа 1964 года было закончено формирование 47-й ракетной бригады. Формирование бригады осуществлялось на основании Директивы Главнокомандующего Сухопутными войсками № ОШ/5/280113 от 25 января 1964 года и приказа Командующего войсками Северо-Кавказского военного округа № 002 от 18 февраля 1964 года.
На основании Директивы Генерального штаба № ОРГ/№/112085 от 4 июня 1964 года и приказов Командующего войсками Северо-Кавказского военного округа от 16 июня 1964 года 47-я ракетная бригада была переименована в 47-ю гвардейскую ракетную Запорожско-Одесскую ордена Ленина Краснознамённую орденов Суворова и Кутузова бригаду.
Годовой праздник части - 25 мая 1944 года был установлен приказом Командующего войсками Северо-Кавказского военного округа.

#### Краснодарский период
В 1964 году в бригаду поступил ракетный комплекс 9К72 с самоходными пусковыми установками 2П19 на гусеничном ходу. 
В октябре 1964 года для обучения специалистов ракетчиков стартовые отделения с технической батареей бригады обучались в Капустин Яр (Москва 400). В январе 1965 года бригада произвела первый боевой пуск на отлично.
В 1964 году в ознаменование 20-летия освобождения Советской Украины от немецко-фашистских захватчиков, за активное участие в освобождении республики от гитлеровских полчищ в годы Великой Отечественной войны бригаде была вручена памятная медаль.21 декабря 1964 года бригаде была вручена Грамота Президиума Верховного Совета СССР. Директива Штаба СКВО № ОМУ/2/1421с от 17 декабря 1964 года.
В мае 1965 года всему личному составу бригады вручили юбилейные медали «20 лет Победы в Великой Отечественной войне 1941—1945 гг».
Бригада была награждена   За заслуги в деле защиты Советской Родины, достигнутые результаты в боевой и политической подготовке и в честь 50-летия Великой Октябрьской социалистической революции Памятным знаменем ЦК КПСС, Президиума Верховного Совета СССР и Совета Министров СССР с оставлением его на вечное хранение как символа воинской доблести. В соответствии с Постановлением ЦК КПСС, Президиума Верховного Совета СССР и Совета Министров СССР № 965-322 от 20 октября 1967 года.
1 ноября 1967 года по поручению Военного Совета Северо-Кавказского военного округа начальник штаба СКВО генерал-лейтенант Степшин П. В. вручил бригаде Памятное Знамя ЦК КПСС, Президиума Верховного Совета СССР и Совета Министров СССР. Знамя хранилось в музее боевой славы.
В августе 1968 года бригада участвовала в учениях на полигоне Капустин Яр с проведением первого группового пуска 3 батареями.
С мая 1977 по октябрь 1980 года личный состав 1-го ракетного дивизиона, усиленный специалистами других дивизионов бригады была привлечён для испытания нового ракетного комплекса 9К714 «Ока» в Капустином Яре.
В марте 1970 года в Белоруссии проходили крупные общевойсковые учения «Двина». В учениях участвовала и 47-я ракетная бригада.
Впервые пусковые установки перевозили на тяжёлых транспортных самолётах Ан-22 «Антей». Транспортировка пусковых установок в Белоруссию осуществлялась с аэродрома города Армавира.
Воины бригады продемонстрировали высокую выучку и все участники учения «Двина», включая сержантский и солдатский состав, были награждены юбилейными медалями «За воинскую доблесть в ознаменование 100-летия со дня рождения Владимира Ильича Ленина».
В конце 1979 года бригада перешла новый штат — в ракетные дивизионы добавили третью стартовую батарею, а ракетно-технический взвод доукомплектовали до технической батареи, включив взвод заправки.
Вместо гусеничных самоходных пусковых установок 2П19 были получены установки 9П117М1 на базе колёсного шасси МАЗ-543.
Всего в бригаде стало 18 пусковых установок.

#### Майкопский период
В период с 25 ноября по 10 декабря 1981 года на основании Директивы Начальника Генерального штаба Вооружённых Сил СССР № 312/2/00346 от 11 ноября 1981 года бригаду передислоцировали из города Краснодар в город Майкоп Адыгейская автономная область Краснодарского края.
Бригада была передислоцирована на место 479-го Померанского орденов Кутузова и Богдана Хмельницкого ракетного полка, который в сентябре 1981 года был передислоцирован на Алтай в Алейск.
В Краснодаре на месте бригады было размещено вновь образованное военное ракетное училище РВСН.
Сводный дивизион бригады участвовал в боевых действиях в Афганской войне с ноября 1988 года по 13 февраля 1989 года.
Бригада была расформирована в 1998 году в связи со снятием с вооружения РК 9К72.
Знамя части и документация, включая формуляр части, были переданы в 464-ю ракетную бригаду РК «Точка» в Капустином Яре, которая стала 114-й гвардейской Запорожско-Одесской ордена Ленина Краснознамённой орденов Суворова и Кутузова ракетной бригадой.
На полигоне Капустином Яре в Галерее славы 47-я гвардейская Одесско-Запорожская ракетная бригада отмечена на мраморной доске, как лучшее соединение ракетных войск.

## Состав
Управление, три ракетных дивизиона, батарея управления, инженерно-сапёрная рота, метеобатарея, техническая батарея, вертолётное звено, объединённая ремонтная мастерская, медицинский пункт, военный оркестр, др. подразделения боевого обеспечения и обслуживания. 

## Почётные наименования и награды
- Звание «Гвардейская» при формировании по наследству от 170 гв. пап, полученного 10.04.1943.
- «Запорожская» при формировании по наследству от 99 гв. пап.
- «Одесская» почётное наименование при формировании по наследству от 170 гв. пап, полученного 20.04.1943.
- при формировании по наследству от 43-й гв. пабр- за образцовое выполнение задания командования при вторжении в пределы Бранденбургской провинции  бригада была награждена орденом Ленина.
- — орден Красного Знамени при формировании по наследству от 99 гв. пап, полученного 20.04.1944.
- при формировании по наследству от 43-й гв. пабр - За образцовое выполнение заданий командования в боях при прорыве обороны немецко-фашистских войск западнее г. Ковель и овладении 24 июля 1944 года крупным узлом дорог г. Люблин и проявленные при этом доблесть и мужество была награждена орденом Суворова 2-й степени (9 августа 1944 года).

- при формировании по наследству от 43-й гв. пабр -  За образцовое выполнение заданий командования в Берлинской операции, и в частности при штурме Берлина орденом Кутузова 2-й степени (11 июня 1945 года).

## Командование
Командиры
- С момента формирования и до конца войны бригадой командовал подполковник  Кобрин, Пантелеймон Алексеевич
- гвардии полковник Рязанов, Алексей Васильевич (1964 - 1968) Первый командир ракетной бригады
- гв. полковник Михалкин, Владимир Михайлович (декабрь 1968 — июнь 1970)  с 1989 года маршал артиллерии
- гв. полковник Афанасьев, Ким Григорьевич (06.1970 — 1976)
- гв. полковник Игнатов, Юрий Георгиевич (1976 — 1982)
- гв. полковник Волосецкий, Роман Петрович (17.03.1982 — 1986)
- гв. полковник Табашников, Александр Николаевич (1986 — 1990)
- гв. полковник Волосецкий, Роман Петрович (1990-1994)
- гв. полковник Сычёв, Иван Николаевич 1994-1998

Начальники штабов
- гв. полковник Филозоп
- гв. полковник Киреев Иван Ефстафьевич до осени 1975 года
- гв. полковник Пешков Николай Евгеньевич (1976 - 1980)
- гв. подполковник Лысенко Александр Никитич 1980
- гв. подполковник Лебидиков Николай Владимирович
- гв. полковник Маренец павел Фёдорович
- гв. полковник Дубовский Валерий Владимирович  1993 - 1998

Заместители командира
- гв. полковник Зайцев
- гв. полковник Жасминов Лев Константинович
- гв. полковник Заглядов Артём Михайлович
- гв. полковник Пинчук, Эдуард Иванович
- гв. полковник Иноземцев Анатолий Васильевич
- гв. полковник Черкашин Василий Яковлевич с 1980 года
- гв. полковник Кумов Виктор Григорьевич
- гв. полковник Чипига Виктор Михайлович до 1993 года
- гв. полковник Сазонов Юрий Александрович с 1993 года

Начальники политотдела, заместители командира по политической части
- гв. полковник Милютин Н. Л.
- гв. подполковник Рудченко
- гв. подполковник Ушенин
- гв. полковник Меркулов
- гв. подполковник Юрьев Валерий Иванович
- гв. полковник Колтунов Евгений Петрович
- гв. полковник Ампилов Анатолий Семёнович на 1986 г.
- гв. полковник Козуля Валерий Иванович
- гв. подполковник Григорьев Михаил Аркадьевич
- гв. подполковник Семченко